# (379) Huenna
(379) Huenna es un asteroide perteneciente al cinturón de asteroides descubierto el 8 de enero de 1894 por Auguste Honoré Charlois desde el observatorio de Niza, Francia.
Está nombrado por la forma en latín de Hven, isla sueca donde trabajó Tycho Brahe.
Forma parte de la familia asteroidal de Temis.